# Гасан аль-Мустансір
Гасан аль-Мустансір біллах (араб. الحسن المستنصر بالله; д/н — 1042) — 4-й емір Малазької тайфи в 1040—1042 роках.

## Життєпис
Походив з династії Хаммудидів. Син Ях'ї I, еміра Малазької тайфи. У 1035 році після смерті батька трон перебрав стрийко Гасана — Ідріс I. У 1039 році останній планував призначити Гасана валі (намісником) Сеути і Танжера, щоб той не заважав пануванню свого стриєчного брата Ях'ї, сина Ідріса I.
Невдовзі Ях'я посів трон. Але 1040 року повстав проти еміра, висадився на Піренеях та взяв в облогу Малагу. Ях'я II спочатку боронився в Малазі, потім відступив у гори, але зрештою здався. Гасан незабаром наказав того отруїти.
Намагався відновити порядок в державі, багато зробивши для розвитку торгівлі й ремесел, особливу увагу приділяв війську. У 1041 році наказав стратити візира Ібн Бокнаха, якому не довіряв. Втім у 1042 році був вбитий внаслідок змови влаштованої дружиною, яка була сестрою Ях'ї II. Але цим скористався Ная аль-Саклабі, що захопив владу.